# 俄罗斯国立模范交响乐团

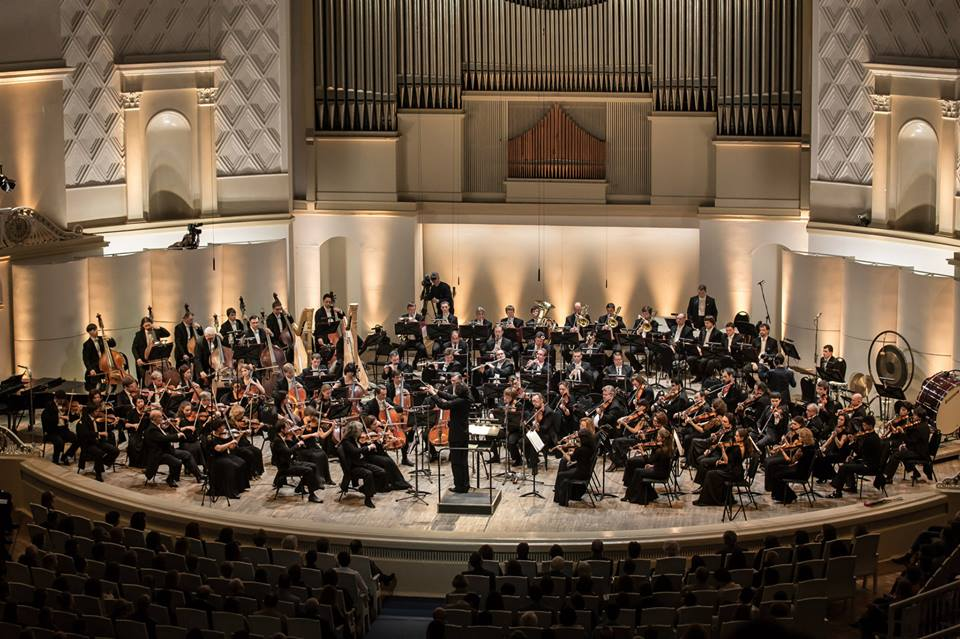
俄罗斯国立模范交响乐团

俄罗斯国立模范“斯韦特拉诺夫”交响乐团（俄语：Государственный Академический Симфонический Оркестр России имени Е. Ф. Светланова），简称俄罗斯国立交响乐团（英語：Russian State Symphony Orchestra）是一支位于莫斯科的俄罗斯乐团，前身是1936年成立的苏联国立交响乐团（俄语：Государственный академический симфонический оркестр СССР），现名称为纪念乐团指挥叶夫根尼·斯韦特拉诺夫，自2005年起使用。

## 历任首席指挥
- 亚历山大·瓦西里耶维奇·高克（1936–1941年）
- 纳坦·格里戈里耶维奇·拉赫林（1941–1945年）
- 康斯坦丁·康斯坦丁诺维奇·伊万诺夫（俄语：Иванов, Константин Константинович）（1946–1965年）
- 叶夫根尼·斯韦特拉诺夫（1965–2000年）
- 瓦西里·谢拉菲莫维奇·西奈斯基（俄语：Синайский, Василий Серафимович）（2000–2002年）
- 马克·鲍里索维奇·戈伦斯坦（俄语：Горенштейн, Марк Борисович）（2002–2011年）
- 弗拉基米尔·米哈伊洛维奇·尤洛夫斯基（2011年－）